# Кубок Пакистану з футболу
Кубок Пакистану з футболу (PFF National Challenge Cup) — футбольний клубний турнір в Пакистані, який проводиться під егідою Пакистанської футбольної федерації. Переможець змагання представляє країну у Кубку АФК

## Формат
Розіграш кубка проводиться за системою змішаною системою. У першому раунді клуби розбиті на групи, наступні раунди - у форматі плей-оф. Фінальний матч проходить на нейтральному стадіоні.

## Фінали
| Сезон   | Переможець              | Фіналіст                    | Рахунок      |
| ------- | ----------------------- | --------------------------- | ------------ |
| 1979    | Сіндх Говернмент Пресс  | Муслім Комерціал Банк       |              |
| 1984    | Пакистанські Авіалінії  | ВАПДА                       |              |
| 1985    | Хабіб Банк Лімітед      | Національний Банк Пакистану |              |
| 1987    | Крескент Текстайлс Мілл | Карачі Порт Траст           |              |
| 1990    | Карачі Порт Траст       | Хабіб Банк                  |              |
| 1991    | Маркерс Клуб            | Карачі Порт Траст           |              |
| 1992    | Крескент Текстайлс Мілл | Маркерс Клуб                |              |
| 1993    | Національний Банк       | Пакистанська сталь          |              |
| 1994    | Дженерал Фанс           | Пакистанські ВПС            |              |
| 1996    | Алліед Банк Лімітед     | Армія Пакистану             | 3:1          |
| 1998    | Алліед Банк Лімітед     | Карачі Порт Траст           | 1:0          |
| 1999    | Алліед Банк Лімітед     | Хан Рісерч Лабораторіз      | 1:1 пен. 5:4 |
| 2000    | Армія Пакистану         | Алліед Банк Лімітед         | 1:0          |
| 2001    | Армія Пакистану         | Хан Рісерч Лабораторіз      |              |
| 2002    | Алліед Банк Лімітед     | ВАПДА                       | 1:1 пен. 4:2 |
| 2003    | ПТКЛ                    | Карачі Порт Траст           | 1:1 (жереб)  |
| 2005    | ПТКЛ                    | ВАПДА                       | 2:1          |
| 2008    | Пакистанські ВМС        | Хан Рісерч Лабораторіз      | 3:1          |
| 2009    | Хан Рісерч Лабораторіз  | Пакистанські авіалінії      | 1:0          |
| 2010    | Хан Рісерч Лабораторіз  | Пакистанські ВМС            | 4:0          |
| 2011    | Хан Рісерч Лабораторіз  | К-Електрік                  | 1:0          |
| 2012    | Хан Рісерч Лабораторіз  | К-Електрік                  | 0:0 пен. 3:1 |
| 2013    | Національний Банк       | К-Електрік                  | 1:0          |
| 2014    | Пакистанські ВПС        | К-Електрік                  | 3:1 дч       |
| 2015    | Хан Рісерч Лабораторіз  | Аль-Кабурах                 | 3:0          |
| 2016    | Хан Рісерч Лабораторіз  | Національний Банк           | 1:0          |
| 2018    | Пакистанські ВПС        | ВАПДА                       | 2:1          |
| 2019    | Армія Пакистану         | ССГК                        | 3:2          |
| 2020    | ВАПДА                   | ССГК                        | 1:0          |
| 2023-24 | ВАПДА                   | СА Гарденс                  | 1:0          |

## Титули за клубами
| Команда                     | Перемоги | Роки перемог                       |
| --------------------------- | -------- | ---------------------------------- |
| Хан Рісерч Лабораторіз      | 6        | 2009, 2010, 2011, 2012, 2015, 2016 |
| Алліед Банк Лімітед         | 4        | 1996, 1998, 1999, 2002             |
| Армія Пакистану             | 3        | 2000, 2001, 2019                   |
| Національний банк Пакистану | 2        | 1993, 2013                         |
| Пакистанські ВПС            | 2        | 2014, 2018                         |
| Крескент Текстайлс Мілл     | 2        | 1987, 1992                         |
| ПТКЛ                        | 2        | 2003, 2005                         |
| ВАПДА                       | 2        | 2020, 2023-24                      |
| Карачі Порт Траст           | 1        | 1990                               |
| Пакистанські авіалінії      | 1        | 1984                               |
| Маркерс Клуб                | 1        | 1991                               |
| Пакистанські ВМС            | 1        | 2008                               |
| Дженерал Фанс               | 1        | 1994                               |
| Хабіб Банк Лімітед          | 1        | 1985                               |
| Сіндх Говернмент Пресс      | 1        | 1979                               |